# ソフィア・バドリー
ソフィア・バドリー(Sophia Baddeley 1745年 - 1786年) は、イングランドの女優、歌手でありクルチザンヌ（高級娼婦）。
ソフィアはロンドンに生まれた。父のバレンタイン・スノウは軍曹だったがトランペット吹きもしていた男で、娘が若い頃から将来は演奏家としての道を歩めるよう手ずから鍛えていた。しかし18歳のときにソフィアは俳優のロバート・バドリーと駆け落ちし、ドゥルーリー通りで舞台に立つようになった。女優としてデビューしたのは1765年4月のことで、当時27歳だったソフィアは「ハムレット」のオフィーリアを演じた。それ以外にも「リア王」のコーデリアや「シンベリン」のイモージェン、後には「十二夜」のオリヴィア役などに挑戦している。1769年のときにデヴィッド・ギャリックがスウトラットフォード・ジュビリーを上演したが、ソフィアもこの舞台に参加した。またソフィアは女優というよりも、ラネラやヴォクスホールと契約し、人々から喝采を浴びた才能ある歌手だった。
役者や歌手として成功をおさめ、しかし夫と1770年に別れたソフィアは、裕福なパトロンを探せば経済的な苦労をすることはないことを悟る。つまり「後援者」のクルチザンヌとして生きることを決めたのである。美貌で知られたソフィアは、同時にその贅沢な暮らしぶりでも評判だった。浪費が過ぎてついにやりくりができなくなったため、債権者を逃れてアイルランドのダブリンに身を隠さねばならず、後にはさらにスコットランドのエディンバラに居所を移している。パトロンが去った頃にはソフィアの健康も衰え始め、1785年にエディンバラで貰った役を最後に表舞台から姿を消した。